# Мисентеа (Харгита)
Мисентеа (рум. Misentea) насеље је у Румунији у округу Харгита у општини Леличени. Oпштина се налази на надморској висини од 769 m.

## Становништво
Према подацима из 2002. године у насељу је живело 1011 становника.

### Попис2002.
| Расподела становништва по националности 2002.‍ | Расподела становништва по националности 2002.‍ | Расподела становништва по националности 2002.‍ | Расподела становништва по националности 2002.‍ | Расподела становништва по националности 2002.‍ |
| --------------------------------------------- | --------------------------------------------- | --------------------------------------------- | --------------------------------------------- | --------------------------------------------- |
|                                               |                                               |                                               |                                               |                                               |
| Румуни                                        | Румуни                                        |                                               | 5                                             | 0,5%                                          |
| Мађари                                        | Мађари                                        |                                               | 994                                           | 98,3%                                         |
| Роми                                          | Роми                                          |                                               | 12                                            | 1,2%                                          |